# The Sentinel
The Sentinel (Sentinela) este o colecție de povestiri științifico-fantastice scrise de Arthur C. Clarke și publicată în 1983 de Berkley Books.
Povestirile scrie între 1946 și 1981 au apărut inițial în reviste ca Astounding, Famous Fantastic Mysteries, Thrilling Wonder Stories, 10 Story Fantasy, If, The Magazine of Fantasy & Science Fiction, Boys' Life, Playboy sau Omni.

## Cuprins
- Introduction: Of Sand and Stars
- '"The Sentinel" (Sentinela)
- "Holiday on the Moon"
- "Earthlight"
- "Rescue Party"
- "Guardian Angel"
- "Breaking Strain"
- "Jupiter V"
- "Refugee"
- "The Wind from the Sun"
- "A Meeting with Medusa"
- "The Songs of Distant Earth"
- The Contributors

## Legături externe
- en  Istoria publicării lucrării The Sentinel la Internet Speculative Fiction Database